# Savitaipale

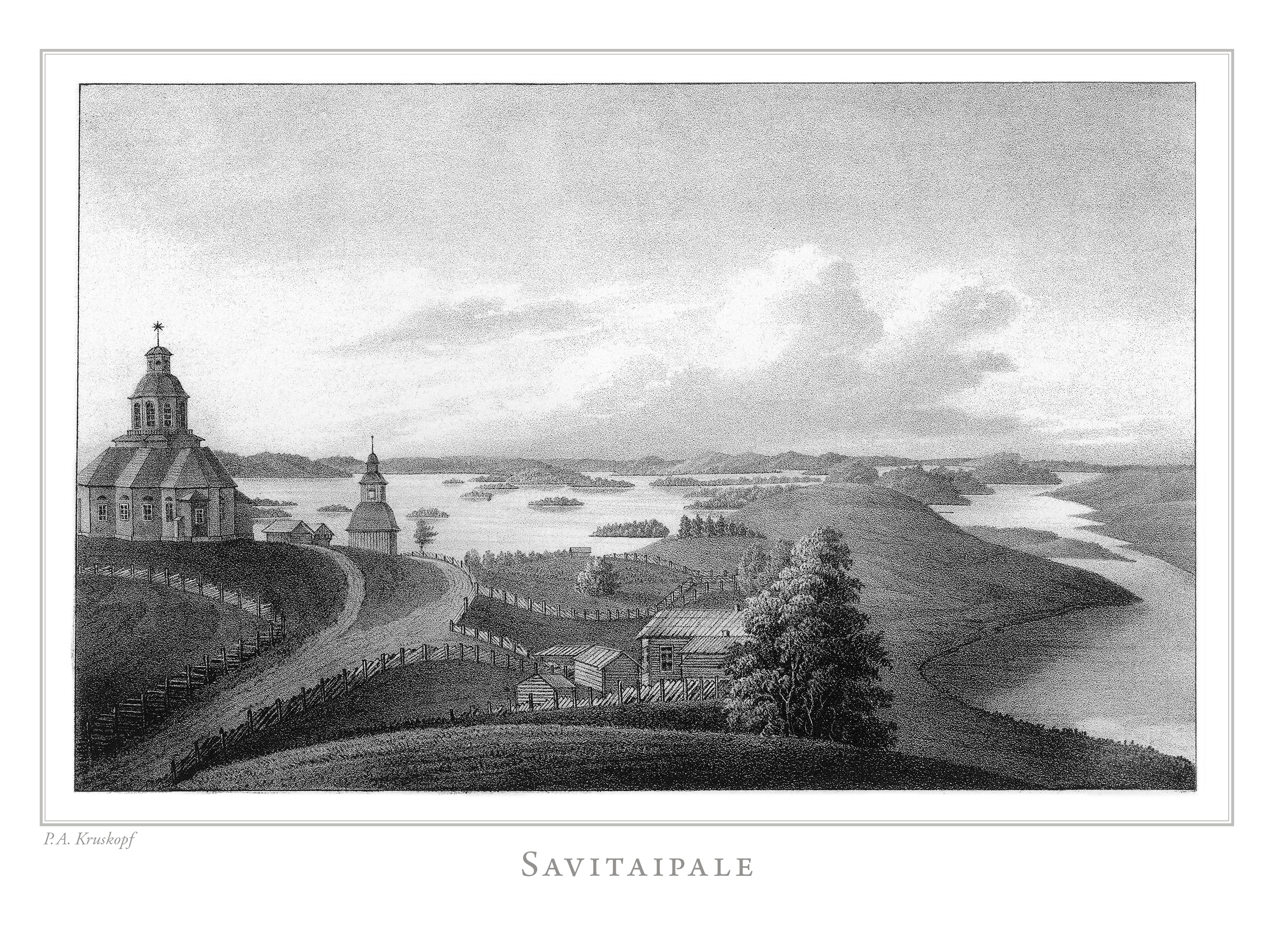
Litografi av Savitaipale i Finland framstäldt i teckningar utgiven 1845-1852.

Savitaipale är en kommun i landskapet Södra Karelen i Finland. Savitaipale har 3 261 invånare och har en yta på 690,56 km². Den ligger vid sjöarna Kuolimo och Saimen. I kommunen finns Kärnäkoski och Järvitaipale befästningar som byggdes på 1790-talet under översikt av Aleksandr Suvorov. Savitaipale tillhörde Viborgs län innan östra Karelen förlorades till Sovjetunionen.
Savitaipale är enspråkigt finskt.

## Historia
Under det finska fortsättningskriget sköttes fjärrspaningen bakom fiendens linjer av en fjärrpatrullbataljon. Avdelta bataljonen 4 var underställd Högkvarteret. Bataljonen hade fem basenheter. Avdelning Honkanen var inrättad i Savitaipale. Dess syfte var att där utbilda nya patrullmän för attacker djupt bakom fiendens linjer eller förbereda gerillakrig om landet ockuperades. En vapengömma för detta ändamål anordnades i Savitaipale. Härifrån utgick Finlands största luftlandsättningsoperation med 50 man - ”operation Hokki”.

## Geografi
Lyytikkälä är en by i Savitaipale.

## Politik

### Mandatfördelning i Savitaipale kommun, valen 1976–2021
| 4 | 16 | 3 | 4 |

| 4 |  | 13 | 3 | 6 |

| 3 |  | 14 | 3 | 6 |

| 4 |  | 14 | 2 | 6 |

| 5 |  | 14 | 2 | 5 |

| 4 | 6 | 12 |  | 4 |

| 4 | 4 | 13 | 2 | 4 |

| 4 | 4 | 13 | 2 | 4 |

| 14 | 13 |

|  | 2 | 4 |  | 12 | 3 | 4 |

| 13 | 14 |

| 1 | 2 | 3 | 10 | 2 | 3 |

| 15 | 6 |

| 2 | 3 | 1 | 11 | 2 | 2 |

| 13 | 8 |

| 2 | 1 | 4 | 2 | 10 | 1 | 1 |

| 15 | 6 |

## Befolkningsutveckling
| Befolkningsutvecklingen i Savitaipale kommun 1975–2020                                                       | Befolkningsutvecklingen i Savitaipale kommun 1975–2020 | Befolkningsutvecklingen i Savitaipale kommun 1975–2020 | Befolkningsutvecklingen i Savitaipale kommun 1975–2020 | Befolkningsutvecklingen i Savitaipale kommun 1975–2020 |
| --- | ------------------------------------------------------ | ------------------------------------------------------ | ------------------------------------------------------ | ------------------------------------------------------ |
| |                                                        |                                                        |                                                        |                                                        |
| År |                                                        |                                                        | Folkmängd                                              |                                                        |
| 1975 | 1975                                                   |                                                        | 5 362                                                  |                                                        |
| 1980 | 1980                                                   |                                                        | 5 248                                                  |                                                        |
| 1985 | 1985                                                   |                                                        | 4 930                                                  |                                                        |
| 1990 | 1990                                                   |                                                        | 4 799                                                  |                                                        |
| 1995 | 1995                                                   |                                                        | 4 601                                                  |                                                        |
| 2000 | 2000                                                   |                                                        | 4 396                                                  |                                                        |
| 2005 | 2005                                                   |                                                        | 4 126                                                  |                                                        |
| 2010 | 2010                                                   |                                                        | 3 863                                                  |                                                        |
| 2015 | 2015                                                   |                                                        | 3 613                                                  |                                                        |
| 2020 | 2020                                                   |                                                        | 3 326                                                  |                                                        |
| Anm: Uppgifterna avser förhållandena den 31 december nämnda år enligt områdesindelningen den 1 januari 2022. |                                                        |                                                        |                                                        |                                                        |